# Libro de Mosíah
El Libro de Mosíah (en inglés: Book of Mosiah) es el octavo libro de la colección de textos llamada el Libro de Mormón, en las citas en español se lo abrevia como: «Mos.». Es un resumen histórico escrito por el profeta nefita Mormón y redactado en la lengua conocida por los nefitas como egipcio reformado, en algún lugar de América, durante el siglo IV d. C. El relato abarca un período de tiempo anterior, entre ca. 130 y 91 a. C., con un resumen del registro de Zeniff, que se remonta al 200 a. C.
Según las creencias del movimiento de los Santos de los Últimos Días, este y todos los textos que forman el Libro de Mormón proceden de ciertas planchas de oro, enterradas en una colina del estado de Nueva York durante el siglo V, y que José Smith declaró haber hallado y traducido por revelación divina. Dichas escrituras, también según el testimonio de Smith, son inaccesibles en la actualidad pues se encuentran en poder de un ángel. El Libro de Mormón forma parte de los textos canónicos de los Santos de los Últimos Días, quienes, por lo tanto, lo consideran parte de la revelación divina. Los autores que no pertenecen a este movimiento religioso sostienen, sin embargo, que José Smith fue el autor del Libro, basándose en material e ideas de su propio lugar y época; los Estados Unidos en la primera mitad del siglo XIX, durante el llamado Segundo Gran Avivamiento.

## Contenido

### El rey Benjamín y sus hijos
El libro se abre con la descripción de la paz que reinaba en Zarahemla bajo el reinado de Benjamín el nefita. Relata luego la educación que el soberano dio a sus tres hijos: Mosíah, Helorum y Helamán, quienes fueron instruidos en el idioma egipcio, los mandamientos de Dios dados a Moisés, las planchas de Nefi y las profecías. El rey nombra heredero a Mosíah, el segundo de su nombre, y reúne al pueblo ante el templo para anunciar su decisión.

### El discurso del rey Benjamín
Los capítulos dos al cinco del libro contienen una transcripción de las palabras pronunciadas por el rey Benjamín ante su pueblo. El monarca relata su vida al servicio del pueblo y la usa como ejemplo del comportamiento de las personas ante Dios y sus semejantes. Indica que Dios no necesita nada y que solamente exige ques se guarden sus mandamientos. El rey pronuncia algunas profecías acerca de Cristo, su nacimiento, la identificación de su madre como María, su predicación y su pasión, seguida de su resurrección. También dice que Jesús, cuyo nombre los nefitas ya conocen, es un juez pero también quien expía el pecado; por eso enfatiza la importancia de tener fe y arrepentirse.

### La historia de los nefitas de  Lehi-Nefi
Los capítulos 7 a 26 relatan lo sucedido a una colonia de nefitas establecida en el país de Lehi-Nefi y la instauración entre ellos de la Iglesia de Cristo por obra de Alma, el anciano. 

#### La expedición a la tierra de Nefi
Al comienzo del capítulo 7 se recuerda que un grupo de nefitas de Zarahemla había regresado a la tierra de Nefi-Lehi para intentar recuperarla. Al no tener noticias de ellos, el rey Mosíah II envió una expedición, liderda por el mulekita Ammón, para descubrir que había sucedido. Los emisarios llegan al país, son apresados y se los conduce ante el rey Limhi quien les les muestra el registro de Zeniff, líder del primer grupo que intentó recuperar la tierra de Nefi. Desde el capítulo 9 al 22 se narra esta historia, acontecida, según la cronología interna del libro, desde el año 200 a. C.

#### Historia de Zeniff
Zeniff, un nefita cuya misión original era espiar a los lamanitas, vio la bondad entre ellos y deseó que no fueran destruidos. De regreso a Zarahemla resolvió recuperar la tierra de sus padres y, acompañado por otros, marchó hacia el país de Lehi-Nefi. Al principio sufrieron hambre, por su infidelidad ante Dios, pero finalmente lograron un acuerdo con el rey de los lamanitas, quien les cedió un territorio para establecerse; Zeniff se convirtió en rey de esta colonia nefita.

#### El rey Noé
Noé, hijo de Zeniff, heredó el trono a la muerte de su padre; fue un rey malvado, que recaudó impuestos exorbitantes para construir un palacio. Mientras él y su corte vivían en el lujo y el placer, sus súbditos eran oprimidos y se entregaban al mal.

#### El profeta Abinadí
Abinadí, un hombre justo, predica públicamente contra el rey Noé y profetiza que será asesinado si no se arrepiente. Arrestado, Abinadí es conducido ante el rey Noé. Su discurso es registrado en los capítulos 12 a 16. Abinadí se anticipa a san Pablo y explica que la Ley de Moisés es un método de enseñanza para preparar a las personas para la venida de Jesucristo; habla de la expiación, la fe, el arrepentimiento y la redención por medio de Jesús. A partir de una cita del capítulo 53 de Isaías, explica la resurrección de  Cristo. Finalmente explica que los niños pequeños que mueren son salvos en Cristo, un tema controversial entre los cristianos de Estados Unidos durante el siglo XIX. Al escuchar las palabras del profeta, el rey Noé y sus sacerdotes se enfurecen y lo condenan a la hoguera.

#### Alma, el anciano
Uno de los sacerdotes del rey Noé, de nombre Alma, se conmueve ante las enseñanzas de Abinadí y también es condenado, pero huye, se esconde y escribe las palabras de Abinadí. Después de hacer penitencia, Alma comienza a predicar en secreto las palabras de Abinadí y la doctrina de Cristo al pueblo; muchos lo siguen y, como se describe en el capítulo 18, Alma empieza a bautizar en un lugar llamado Las Aguas de Mormón, creando la Iglesia de Cristo, casi un siglo y medio antes del nacimiento de Jesús. El Señor le dice a Alma que el rey Noé los ha descubierto y que irá tras ellos,por lo tanto él y sus discípulos huyen del reino.

#### La invasión lamanita y la huida del pueblo
Los lamanitas atacan al rey Noé y a su pueblo. El monarca, en lugar de combatir por su pueblo, huye y ordena a sus cortesanos que abandonen a sus familias; estos, enfurecidos, condenan al rey a morir en la hoguera. Los sacerdotes impíos de Noé huyen, regidos por un tal Amulón y provocan una guerra con los lamanitas al raptar a sus hijas. Limhi, hijo de Noé, reina sobre la colonia como tributario del rey de los lamanitas. Sin embargo, siendo oprimidos por estos, y al encontrarse con Ammón, deciden huir rumbo a Zarahemla; a fin de evitar a los lamanitas, y por consejo del guerrero Gedeón, los emborrachan y escapan de noche.

#### Alma en el país de Helam
Los capítulos 23 y 24 relatan lo sucedido a Alma y la iglesia cuando escaparon del rey Noé y se establecieron en el país de Helam. Se cuenta que Alma rechaza ser rey, pero acepta ser su ministro, y «nadie recibía autoridad para predicar o enseñar sino de Dios por medio de Alma» (Mosíah 23:17). Tiempo después, un ejército de lamanitas descubre y conquista Helam, subyugando al pueblo; Amulón, ahora unido a los lamanitas, es puesto como supervisor de la ocupación y persigue al pueblo: «imponiendo tareas sobre ellos y poniendo capataces sobre ellos» ( Mosíah 24:9 ).

#### Regreso a Zarahemla
Abrumados por su esclavitud, Alma y su pueblo de Alma escapan de los lamanitas; Dios los guía  a través del desierto durante doce días hasta que llegan a la tierra de Zarahemla. El pueblo de Alma se une con  los nefitas locales y el rey Mosíah II, reconoce a Alma como el primer sumo sacerdote de la Iglesia de Cristo en Zarahemla. También el rey Limhi y su pueblo, refugiados en el país, son bautizados y se unen a la iglesia.

### La iglesia en Zarahemla
Los pueblos reunidos en Zarahemla toman el nombre genérico de nefitas y se organizan siete iglesias, las cuales acuerdan en predicar el arrepentimiento. El capítulo 25 culmina con la mención de que: «... el Señor derramó su Espíritu sobre ellos, y fueron bendecidos, y prosperaron en la tierra».

#### Mosiah, traductor de los registros jareditas
El rey Mosíah II, con la ayuda de Dios, traduce un conjunto de registros encontrados por el pueblo de Limhi; los mismos se refieren a un pueblo desaparecido que habitó América después del Diluvio: los jareditas. Parte de estas crónicas forman parte del Libro de Mormón con el nombre de libro de Éter. Mosíah I, abuelo de Mosíah II, ya había traducido otros escritos, grabados en una roca, referidos a los mismos jareditas.

#### La nueva generación
Años más tarde, algunos comienzan a dudar de las enseñanzas de la iglesia, niegan la venida de Cristo y se niegan a ser bautizados. Se forma así un partido de infieles a los cuales se acusa de iniquidad. Llevado el caso ante el rey Mosíah, este pide opinión a Alma, quien recibe instrucciones del Señor al respecto; Dios le revela que él perdona a quien se arrepiente y le enseña que la excomunión de quienes no se arrepienten es el castigo más severo que la iglesia puede imponer. Los infieles, por su parte, persiguen a los creyentes, pero el rey Mosíah prohíbe todo tipo de violencia, con lo cual el país vuelve a la prosperidad.

#### Conversión de Alma, el joven, y los hijos del rey
Entre los infieles se encontraban un hijo de Alma, también llamado Alma, y los propios hijos del rey Mosíah. Un día, mientras se encontraban realizando su obra destructiva, un ángel se les apareció y les dijo que ya no intentaran destruir la iglesia. Esta visión les causó gran temor y Alma,el joven, se desmayó; permaneció inconsciente durante dos días y dos noches, y su padre oró por él. Al recobrar la consciencia, habló de haber superado muchas tribulaciones y haber hallado redención por medio de Cristo. Esta experiencia hizo que él y sus compañeros, los hijos del rey, se convirtieran al Señor. Los hijos de Mosíah deciden salir de Zarahemla para ir a los lamanitas y predicarles; el rey, preocupado, recibe un mensaje de Dios, quien le asegura que los protegerá. Sus viajes y predicación se describen más adelante en el Libro de Alma, a partir del capítulo 17.

### Instauración de la república
El libro termina relatando como el rey Mosíah introduce un nuevo sistema de gobierno, electivo y representativo. 
El rey, en efecto, carecía de herederos porque sus hijos habían partido al país de los lamanitas como predicadores. Por lo tanto propone al pueblo abolir la monarquía y, en su lugar, organizar una república; explica que los reyes que gobiernan con rectitud son deseables, pero que una vez que un rey malvado llega al poder, propaga la maldad entre sus súbditos y es difícil de destituir. Mosíah sugiere instalar un gobierno de jueces elegidos por voto popular; el pueblo acepta este sistema, se celebran las elecciones y Alma, hijo, es elegido como primer «juez superior» (en el inglés original: chief judge), título que designa al jefe del gobierno. También recibe el cargo de «sumo sacerdote» (en el inglés original: high priest) de la iglesia, lo que lo convierte en líder temporal y espiritual de los nefitas de Zarahemla.
El libro finaliza mencionando la muerte de Alma, el anciano, y del rey Mosíah II, último de los reyes, cuando hacía: «quinientos nueve años desde la salida de Lehi de Jerusalén» (Mosíah 29:46), lo que equivale al 92-91 a. C.

## Problemas textuales del libro
El libro se presenta como una obra antigua, escrita por un profeta americano del siglo V de nuestra era, descendiente de hebreos emigrados. El texto original habría sido escrito en una lengua, desconocida por lo demás, llamada egipcio reformado, que, según los arqueólogos mormones, podría ser una forma de hebreo escrito en caracteres demóticos. El autógrafo, sin embargo, no se conserva (lo posee un ángel) y las circunstancias de su hallazgo y traducción presentan elementos milagrosos que caen fuera del dominio de la historia y la lingüística. A diferencia de la Biblia, cuyos manuscritos se han preservado sin intervención sobrenatural y pueden ser leídos en sus lenguas originales por cualquier estudioso que las conozca, los textos del libro de Mormón sólo están disponibles en inglés y ningún manuscrito es anterior al siglo XIX. Los investigadores, por lo tanto, parten de este texto como si fuera el original.
Mosíah comienza sin introducción, por lo cual Royal Skousen, profesor de lingüística y miembro de la Iglesia de los Santos de los Últimos Días, ha señalado que el comienzo del Libro de Mosíah era, en realidad, la continuación del primer manuscrito de José Smith. Este texto, tomado de las planchas mayores de Nefi y conocido como Libro de Lehi, o las páginas perdidas, desapareció y no fue traducido nuevamente. Según Skousen, Smith continuó su traducción a partir del libro de Mosíah y los libros subsiguientes. Sólo después de terminar este trabajo, volvió al comienzo de la historia nefita, traduciendo el resumen existente en las planchas menores de Nefi; por este motivo Mosíah presenta carácteristicas textuales diferentes a los anteriores, dado que su primer capítulo es, en realidad, el tercero.
Un elemento de crítica que ha sido propuesto como evidencia que el Libro de Mormón no puede ser de origen divino proviene del Libro de Mosíah. Fundamentado en las correcciones que ha recibido el Libro de Mormón desde su primera publicación en 1830, en el capítulo 21, versículo 28, Ammón le reporta al rey Limhi que quien puede traducir el libro de Zeniff al idioma de los nefitas es el rey Mosíah. En la primera edición de 1830, el mismo versículo decía que quien ejercía el derecho traductor era el rey Benamin, antecesor de Mosíah. El cambio se refleja incluso en las ediciones del libro de la Comunidad de Cristo, sin embargo no existen copias del manuscrito original del puño del escriba de Joseph Smith. Ninguna de las iglesias que utilizan al Libro de Mormón como texto canónico ha presentado una explicación oficial del cambio, por lo que se debate entre críticos y apologéticos, la razón del cambio, en especial, por razón de que era probable que para cuando Ammón se entrevistó con Limhi, el rey Benjamín ya habría fallecido. Esta discrepancia es publicada con frecuencia por autores opuestos a la divinidad del Libro de Mormón, posición que asumen las iglesias del Movimiento de los Santos de los Últimos Días, argumentando que si el libro es de origen divino, no debería justificarse ese error.